# XXI Puchar Gordona Bennetta (balonowy)
XXI Puchar Gordona Bennetta – zawody balonów wolnych o Puchar Gordona Bennetta, które odbyły się w 1933 roku w Chicago. Zgłoszonych w nich było siedem załóg z pięciu krajów, z których wystartowało sześć. Zwycięzcami po raz pierwszy została polska załoga Franciszek Hynek i Zbigniew Burzyński na balonie Kościuszko, co zostało odnotowane jako duży sukces sportowy lotnictwa polskiego. Miejsca lądowania wypadały na terytorium USA i Kanady, przy tym załogi dwóch balonów: Kościuszko i Goodyear IX po wylądowaniu w puszczy kanadyjskiej miały problemy z dotarciem do miejsc zamieszkanych.

## Historia
Zawody balonów wolnych o Puchar Gordon Bennetta były organizowane od 1906 roku. W 1933 roku organizatorem były Stany Zjednoczone, których załoga rok wcześniej nie tylko wygrała zawody, ale dzięki zwycięstwu po raz trzeci z kolei zdobyła puchar na własność. Zwycięską załogę tworzyli podpułkownicy Settle i Bushnell na balonie U.S. Navy. Ponieważ poprzedni puchar ufundowany w 1929 roku przez Henry’ego Forda przeszedł na własność Amerykanów, nowy w 1933 roku ufundowała redakcja Chicago Daily News.
W zawodach zorganizowanych w Chicago wzięło udział sześć balonów: dwa z USA i po jednym z Niemiec, Francji, Belgii i Polski. Powodem zgłoszenia tak małej ilości załóg z Europy były duże koszty. Tylko Niemcy w ostatniej chwili podjęli decyzję o wysłaniu drugiego balonu. Piloci zostali wybrani spośród 8 kandydatów po wyścigu kwalifikacyjnym. Zawody rozpoczęły się 2 września 1933 roku jako jedna z imprez towarzyszących trwającej od czerwca Wystawie Światowej. Były też jedną z atrakcji trwających w dniach 1–4 września wyścigów lotniczych International Air Races. Zgodnie z regulaminem zwycięzcą miała zostać załoga, która przeleci najdłuższy odcinek w linii prostej od miejsca startu do miejsca lądowania.

## Udział Polaków
Na zawody poleciał zastępca szefa Departamentu Aeronautyki płk Tytus Karpiński wraz z kpt. Franciszkiem Hynkiem i por. Zbigniewem Burzyńskim. Załoga zabrała balon Kościuszko, który został wykonany w warsztatach I Baonu balonowego w Jabłonnie o pojemności 2200 m³. Zawodnicy za pośrednictwem biura Orbis odbyli podróż koleją do Hawru, a stamtąd statkiem „Ile de France” do USA.

### Balon Kościuszko

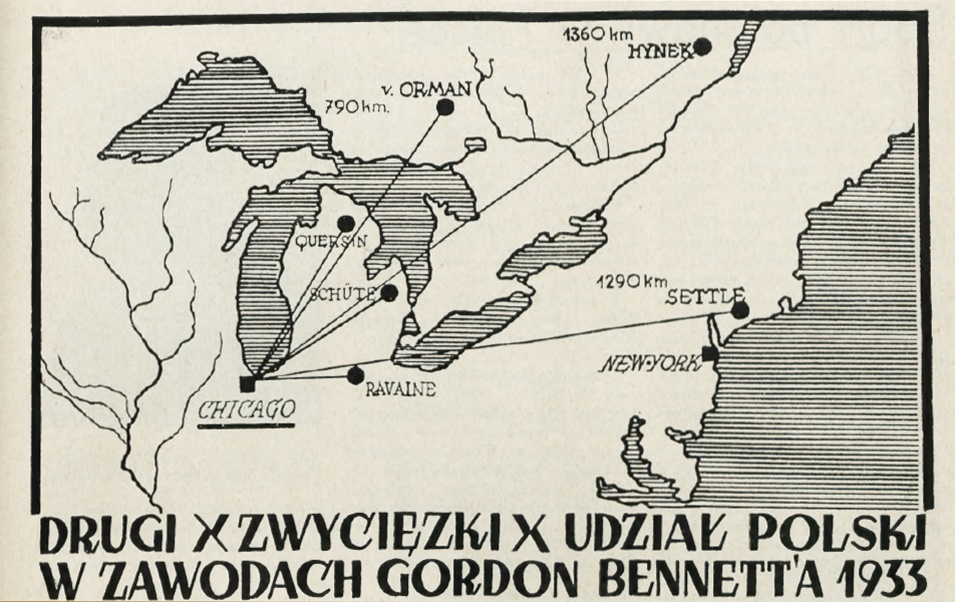
Mapka pokazująca trasy balonów biorących udział w zawodach w 1933 roku. Napis podkreśla sukces Polaków, którzy wygrali startując po raz drugi w zawodach

Balon Kościuszko został zbudowany w Wojskowych Warsztatach Balonowych w Jabłonnie i otrzymał znaki rejestracyjne SP-ADS. Balon ważył 600 kg i mógł zabrać około 1400 kg balastu (tj. około 140 worków piasku). Posiadał radioodbiornik i butle z tlenem, ponieważ jego maksymalny pułap wynosił 9500 m n.p.m. Butle pełniły też rolę balastu i po zużyciu były na specjalnych spadochronach wyrzucane. W razie konieczności wodowania gondola posiadała specjalne pływaki, a dodatkowo na czas zawodów przymocowano do niej małą gumową łódkę. Zakłady w Jabłonnie budując balon, zastosowały nowe rozwiązania: „powłoka wykonana była z materiału bawełnianego powlekanego cienkimi warstwami gumy, z użyciem dwóch gatunków materiału. Pierwszych sześć górnych pierścieni powłoki skonstruowano z cięższego materiału obustronnie gumowanego, natomiast pozostałe dolne z tkaniny jednostronnie powlekanej mieszanką kauczukową. Udoskonalono konstrukcję sieci, klapy i obręczy nośnej oraz zbudowano wygodny lekki kosz dla załogi i wyposażenia”.

## Przebieg zawodów
W zawodach wzięło udział 6 załóg. Ponieważ ciśnienie gazu węglowego, którym napełniano balony, było niskie, proces ten musiał rozpocząć się już 1 września. Oprócz 1700 m³ gazu dodano 500 m³ wodoru. Balon niemiecki Wilhelm von Opel miał przed startem wypadek. Powłoka balonu została porwana przez wiatr, a potem uderzyła w ziemię. Z powodu uszkodzenia balonu, załoga musiała wycofać się z zawodów.

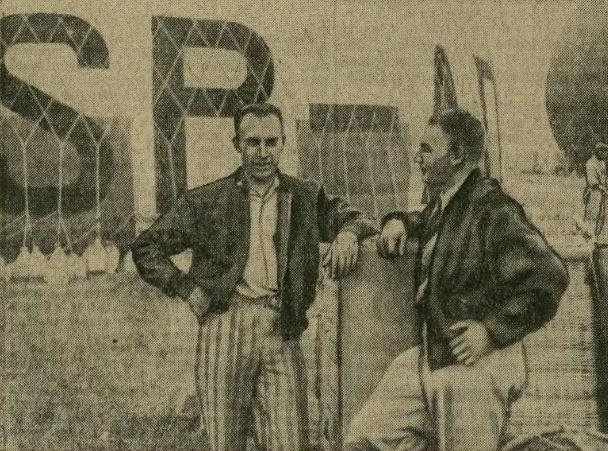
Zwycięzcy XXI Pucharu Gordona Bennetta

Start rozpoczął się 2 września o 18.00 z lotniska w Curtiss Wright Reynolds Aiport w Glenview na przedmieściach Chicago. Jako pierwszy wystartował balon amerykański pilotowany przez van Ormana, następnie belgijski, jako trzeci wyruszył US Navy, a po nim Deutschland. Polscy zawodnicy wystartowali o 19.06, a po nich wyruszyła załoga francuska. Każdy balon był przepychany na platformę i wyruszał w podróż przy dźwiękach hymnu narodowego. Start oglądało 80 tys. widzów. Niemiecki balon Deutschland po pokonaniu jeziora Michigan wylądował na brzegach jeziora Huron.
Polscy zawodnicy początkowo lecieli na wysokości 50 do 500 metrów nad ziemią. Wiatr znosił ich na północny wschód. Przelecieli nad jeziorem Michigan, potem Huron. 3 września rano lecieli na wysokości 1000 metrów i postanowili wznieść się na 4500 metrów. Na tej wysokości lecieli do 4 września, wznosząc się momentami wyżej, bo na 6500 metrów. Aby utrzymać się w powietrzu, pozbyli się całości balastu, wyrzucając radioaparat, ciepłe buty, aparaty tlenowe, a na końcu prowiant. 4 września rano wylądowali w lesie na terenie Kanady. Kosz zawisł na drzewie na wysokości 2,5 metra. Przez 5 dni polscy zawodnicy przedzierali się w kierunku linii kolejowej, którą zauważyli na dwie godziny przed lądowaniem, mając do jedzenia tylko 12 pomarańczy. Aby wydobyć balon musiano w puszczy wyrąbać kilkumetrową „aleję”.
Problemy mieli również piloci amerykańskiego balonu Goodyear IX, którzy zaginęli w puszczy kanadyjskiej. 8 września organizatorzy poprosili władze amerykańskie i kanadyjskie o pomoc w poszukiwaniu załogi dwóch balonów: polskiego i amerykańskiego. W poszukiwaniach wzięło udział 7 samolotów wojskowych. Załoga amerykańska po wylądowaniu w puszczy dotarła do linii telefonicznej i uszkodziła ją, licząc na przybycie ekipy remontowej. Ta udzieliła pomocy „będącym już u kresu sił” zawodnikom. Ward van Orman, trzykrotny zwycięzca Pucharu, który jako wdowiec opiekował się 3 dzieci postanowił zrezygnować z ponownego udziału w zawodach.
Załoga balonu US Navy ustanowiła rekord czasu lotu na balonie o pojemności 2200 m³ po locie trwającym 51 godzin. Wyniki zawodów ogłoszono w drugiej połowie września, a wręczenie pucharu miało miejsce 1 października.
| Zajęte miejsce | Balon            | Pojemność [m³] | Załoga                                 | Kraj              | Czas lotu [h]   | Odległość w km  | Miejsce lądowania (najbliższe duże miasto) |
| -------------- | ---------------- | -------------- | -------------------------------------- | ----------------- | --------------- | --------------- | ------------------------------------------ |
| 1              | Kościuszko       | 2200           | Franciszek Hynek Zbigniew Burzyński    | Polska            | 39:32           | 1361,00         | Kanada Riviere a Pierre                    |
| 2              | US Navy          | 2200           | Thomas G. W. Settle Charles H. Kendall | Stany Zjednoczone | 51:00           | 1248,00         | USA Hotchkiss Grove (Branford)             |
| 3              | Goodyear IX      |                | Ward Tunte van Orman Frank A. Trotter  | Stany Zjednoczone |                 | 791,00          | Kanada (Sudbury)                           |
| 4              | Deutschland      | 2200           | Richard Schütze Erich Körner           | III Rzesza        | 26:00           | 403,00          | USA Klingstone Michigan                    |
| 5              | World’s Fair     |                | Philippe Quersin Martial Van Schelle   | Belgia            |                 | 368,00          | USA Harbor Springs                         |
| 6              | Verdun           |                | Georges Ravaine Georges M. Blanchet    | Francja           |                 | 249,00          | USA Albion                                 |
| –              | Wilhelm von Opel | 2200           | Erich Deku Fritz von Opel              | III Rzesza        | nie wystartował | nie wystartował | nie wystartował                            |
| –              |                  |                | E. Tilgenkamp Ernest L. Maag           | Szwajcaria        | nie wystartował | nie wystartował | nie wystartował                            |

## Wręczenie nagród

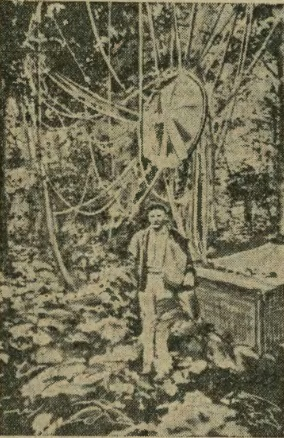
Zbigniew Burzyński obok balonu Kościuszko w kanadyjskiej puszczy

Wręczenie nagród zaplanowano na terenie wystawy „Sto lat postępu” w Chicago. Dzień wcześniej polscy zawodnicy przylecieli samolotem z Nowego Jorku. Na lotnisku witali ich licznie zgromadzeni przedstawiciele Polonii. 1 października w obecności 30 tys. widzów (w tym 25 tys. Polaków), po odczytaniu telegramów z gratulacjami od prezydenta USA, zostały wręczone nagrody. Jako pierwszy medale wystawy światowej wręczył wiceprezes wystawy Peterson, następnie szef departamentu lotnictwa William McGrocken przekazał im czek na 1000 dolarów, a na końcu wydawca Chicago Daily News płk Knox wręczył puchar. W uroczystościach wziął udział polski konsul Tytus Zbyszewski, a stacje radiowe National Broadcasting Company przeprowadziły transmisję.

## Powrót do kraju
Do Polski zawodnicy wrócili z Nowego Jorku statkiem „Kościuszko”. Wpłynął on do portu w Gdyni 15 października rano. Zawodnicy zostali powitani przez 8 tys. czekających kibiców wraz z przedstawicielami rządu, w tym dyrektorem urzędu morskiego, oraz komandorem Stefanem Frankowskim z ramienia armii. Po odegraniu hymnu polskiego i amerykańskiego, zawodnicy, owacyjnie witani zaprezentowali zdobyty puchar. Po południu odlecieli do Warszawy. Tam na lotnisku mokotowskim witali ich przedstawiciele rządu, lotnictwa i wojska oraz tłumy publiczności. Zwycięstwo Hynka i Burzyńskiego stało się trzecim dużym sukcesem lotnictwa polskiego na arenie międzynarodowej (po zawodach Challenge w 1932 roku i przelocie Stanisława Skarżyńskiego przez Atlantyk), więc spotkało się z szerokim odzewem społecznym, przynosząc zwycięskiej załodze popularność. Za zasługi na polu rozwoju i propagandy aeronautyki polskiej kapitan F. Hynek i porucznik Z. Burzyński zostali udekorowani Złotym Krzyżem Zasługi.

## Upamiętnienie
W 1934 roku Aeroklub Polski wydał wspomnienia Zbigniewa Burzyńskiego Kościuszko nad Ameryką.
W 1981 roku Poczta Polska wydała kilka znaczków poświęconych sportowi balonowemu. Na dwóch z nich upamiętniono zwycięzców Pucharu Gordon Bennetta w 1933 roku:
- znaczek o nominale 3 złote zaprojektowany przez Ryszarda Dudzickiego, nr katalogowy 2584[32]
- znaczek nieząbkowany o nominale 10,50 zaprojektowany przez Ryszarda Dudzickiego, nr katalogowy 2587. Upamiętniał on cztery polskie załogi, które przed wybuchem II wojny światowej zdobyły Puchar Gordon Bennetta[32].

6 września 2019 roku w Warszawskiej dzielnicy Włochy został odsłonięty mural upamiętniający jednego ze zwycięzców zawodów w 1933 roku Franciszka Hynka. Pokazano na nim balon Kościuszko, na którym dwukrotnie zwyciężał, a w gondoli sylwetki pilota i obserwatora.